# Holostrophus borneensis
Holostrophus borneensis là một loài bọ cánh cứng trong họ Tetratomidae. Loài này được Pic miêu tả khoa học đầu tiên năm 1912.